# Vocal semitancada anterior no arrodonida
La vocal semitancada anterior no arrodonida es coneix en català com a e tancada i la seva transcripció en l'AFI és [e], és a dir, la lletra e minúscula. En notació romànica es representava [ẹ] per distingir-la de la e oberta [ę].
És un so molt freqüent entre les llengües del món, tot i que representa matisos d'obertura (és un so més obert en castellà que en català, per exemple). Acústicament, té el primer formant al voltant dels 400 Hz i el segon per sobre dels 1800 Hz.

## Característiques
- Presenta el tercer grau d'obertura vocàlica, essent el primer el de les vocals obertes com la [a].
- És una vocal anterior perquè la llengua es col·loca cap endavant, sense interrompre el pas de l'aire (per això no és una consonant).
- No és una vocal arrodonida, ja que els llavis estan en posició de repòs.

## En català
En català la [e] té valor de fonema i es representa amb la lletra E, com passa a llet, faré, festa, cent, carrer, també o després. Als dialectes occidentals és més freqüent, ja que s'encavalca en la pronunciació amb la vocal neutra. Pot portar accent tancat si ho mana l'ortografia.
En català septentrional, igual que en altres llengües on no es distingeix la e oberta de la tancada, com el castellà, té una articulació mitjana [e̞].